# 시은좌

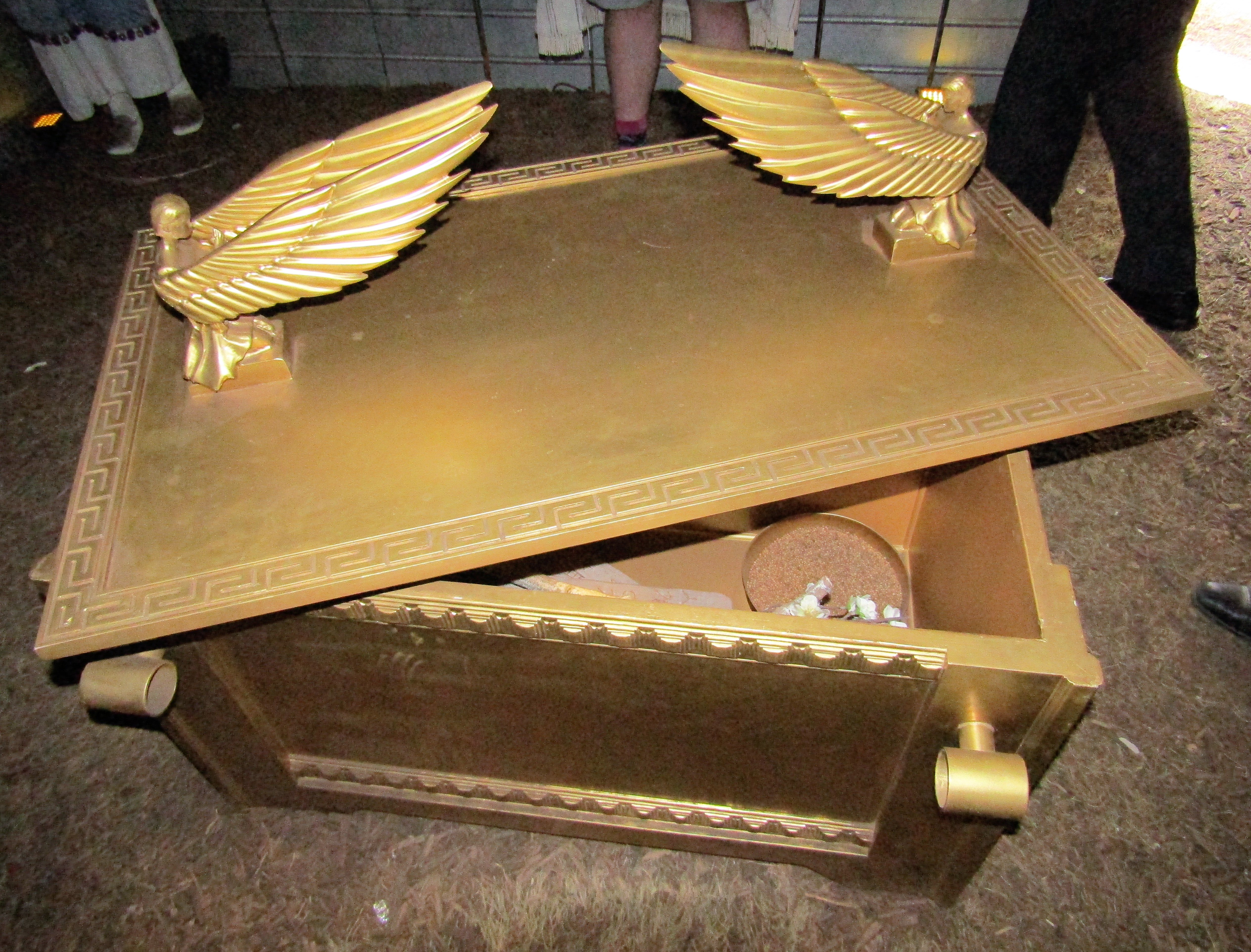
시은좌 복제품

시은좌(mercy seat), 속죄소, 카포레트(히브리어: כַּפֹּרֶת kapōreṯ)는 히브리어 성경에 따르면 언약궤 위에 놓인 금뚜껑이었고, 두 그룹이 끝 부분을 쳐서 야훼가 나타나 거하시는 공간을 덮고 창조했다. 이는 속죄일 의식과 관련이 있다. 이 용어는 후기 유대교 문헌에도 등장하며, 신약성서에도 두 번 등장하는데, 여기서는 기독교 신학에서 중요한 의미를 갖는다.

## 어원
카포레트(kaporet, 히브리어: @)의 어원은 불분명하다. 옥스퍼드 유대교 사전에는 "일부는 단순히 '표지'로 번역한다"고 명시되어 있다.